# Rastbüchl
Rastbüchl ist ein Gemeindeteil der Gemeinde Breitenberg im niederbayrischen Landkreis Passau.

## Geographie
Das Dorf liegt circa 2 km westlich von Breitenberg auf der Gemarkung Gegenbach.
Am Nordwestrand befindet sich die Skisprungschanzenanlage Baptist-Kitzlinger-Schanze.
Rastbüchl war bis zu deren Auflösung zum Jahresende 1971 und Eingemeindung nach Breitenberg ein Gemeindeteil der Gemeinde Gegenbach und Sitz der Gemeindeverwaltung.

## Sehenswürdigkeiten
- Skisprungschanzenanlage
- Römisch-katholische Filialkirche Mariä Heimsuchung aus dem Jahre 1852
- Wegkapelle aus dem Jahre 1930
- Arma-Christi-Kreuz aus dem 19. Jahrhundert